# The Romantic Manifesto
The Romantic Manifesto  (česky Romantický manifest) je sbírka esejí americké filozofky a spisovatelky Ayn Randové, poprvé vydaná v roce 1969. Kniha představuje estetickou složku objektivistické filozofie a obhajuje romantický realismus jako jediný morální směr v umění. Autorka definuje umění jako "selektivní znovu-výtvor reality na základě umělcových metafyzických hodnotových soudů" a přichází se zcela novým pojmem životního pocitu, zásadním pro pole estetiky.
The Romantic Manifesto propojuje estetiku s objektivistickou filozofií a klade důraz na pravou funkci umění jako prostředku k potvrzení životního pocitu člověka.
První kapitoly se zabývají základem estetiky a kořenem umění jako takového. Randová propojuje toto pole se svou logicky předcházející metafyzikou, epistemologií a psycho-epistemologií. V další části knihy se věnuje principům literatury a estetice jako odvětví filozofie. Odděluje od sebe osobní prožívání uměleckého díla – založené na vlastním životním pocitu – a estetické hodnocení díla – založené na tom, jak dobře zprostředkovává umělcův životní pocit. Oba procesy jsou legitimní, pouze mají jinou funkci. Člověku může být životní pocit promítnutý do díla nepříjemný, ale zároveň by měl umělce považovat za kvalitního, pokud se mu povedlo tento životní pocit dobře zprostředkovat svým dílem.
Druhá část je věnovaná uměleckým směrům (především v literatuře) a jednotlivým umělcům. Randová uzavírá knihu svou krátkou povídkou Ta nejjednodušší věc na světě, která shrnuje její estetické principy v konkretizované formě, zdůrazňuje důležitost morální integrity umělce a že inspirace není náhodná, ale vychází z jeho vědomých i podvědomých metafyzických premis.
Většina sbírky je složená z  esejí vydávaných v periodiku The Objectivist.

## Definice

#### Umění
"Selektivní znovu-výtvor reality na základě umělcových metafyzických hodnotových soudů." (str. 8, 22, 35)

#### Životní pocit
"Životní pocit je předpojmový ekvivalent metafyziky – pocitové, podvědomě integrované zhodnocení člověka a existence. Nastavuje povahu pocitových reakcí člověka a podstatu jeho charakteru." (str. 14)
Psycho-epistemologie
"Psycho-epsitemologie je studium lidských poznávacích procesů z hlediska interakce vědomé mysli s automatickými funkcemi podvědomí." (str. 6)

#### Romantismus
"Romantismus je kategorie umění založená na uznání principu, že člověk má schopnost svobodné vůle." (str. 91)
Stylizovaný
"Stylizovaný znamená kondenzovaný do podstatných charakteristických znaků, které jsou vybrány na základě autorova obrazu člověka." (str. 57, o tanci, který "představuje stylizovanou verzi lidského těla při činnosti")

## Obsah knihy
Jubilejní vydání k 100. výročí obsahuje:
- Úvod

Randová uvádí pojednání definicí manifesta jako veřejné prohlášení úmyslů, názorů, cílů a motivů. Oznamuje, že její manifest je osobní a nepatří žádnému hnutí. Popírá tehdejší existenci jakéhokoliv romantického hnutí, ale mluví o možnosti, že její dílo jej založí. Autorka říká, že v její filozofii nemůže být žádné prohlášení bez odkazu na jeho důvody — bez identifikace jeho základů v realitě. Její skutečné prohlášení je tedy až na konci knihy (tj. kapitola 10 a 11). Randová zdůrazňuje, že kdo nepovažuje umění jako součást pole rozumu, měl by knihu odložit — není pro něj. Jejím cílem je poskytnout základ racionální estetice. Randová vyzdvihuje světě před první světovou válkou a krátce jej popisuje jako "poslední záblesk nejzářivější atmosféry v lidské historii". Jako příklady uvádí běžnost divadelních inscenací Hugova Ruy Blase a Schillerova Dona Carlose za jejího dětství.
 Musím zdůraznit, že nemluvím o konkrétních věcech, o politice ani o žurnalistických triviálnostech, ale o "životním pocitu" té doby. Její umění promítalo ohromný smysl pro intelektuální svobodu, hloubku, tj. zájem o fundamentální problémy, náročné standardy, nevyčerpatelnou originalitu, nesčetné možnosti a nejvíc ze všeho silný respekt k člověku. Existenciální atmosféra (která byla poté zlikvidována evropskými filozofickými trendy a politickými systémy) měla pořád benevolentnost, jaká by byla neuvěřitelná pro dnešního člověka, tj. usmívající se, sebejistá dobrá vůle člověka k člověku a člověka k životu.

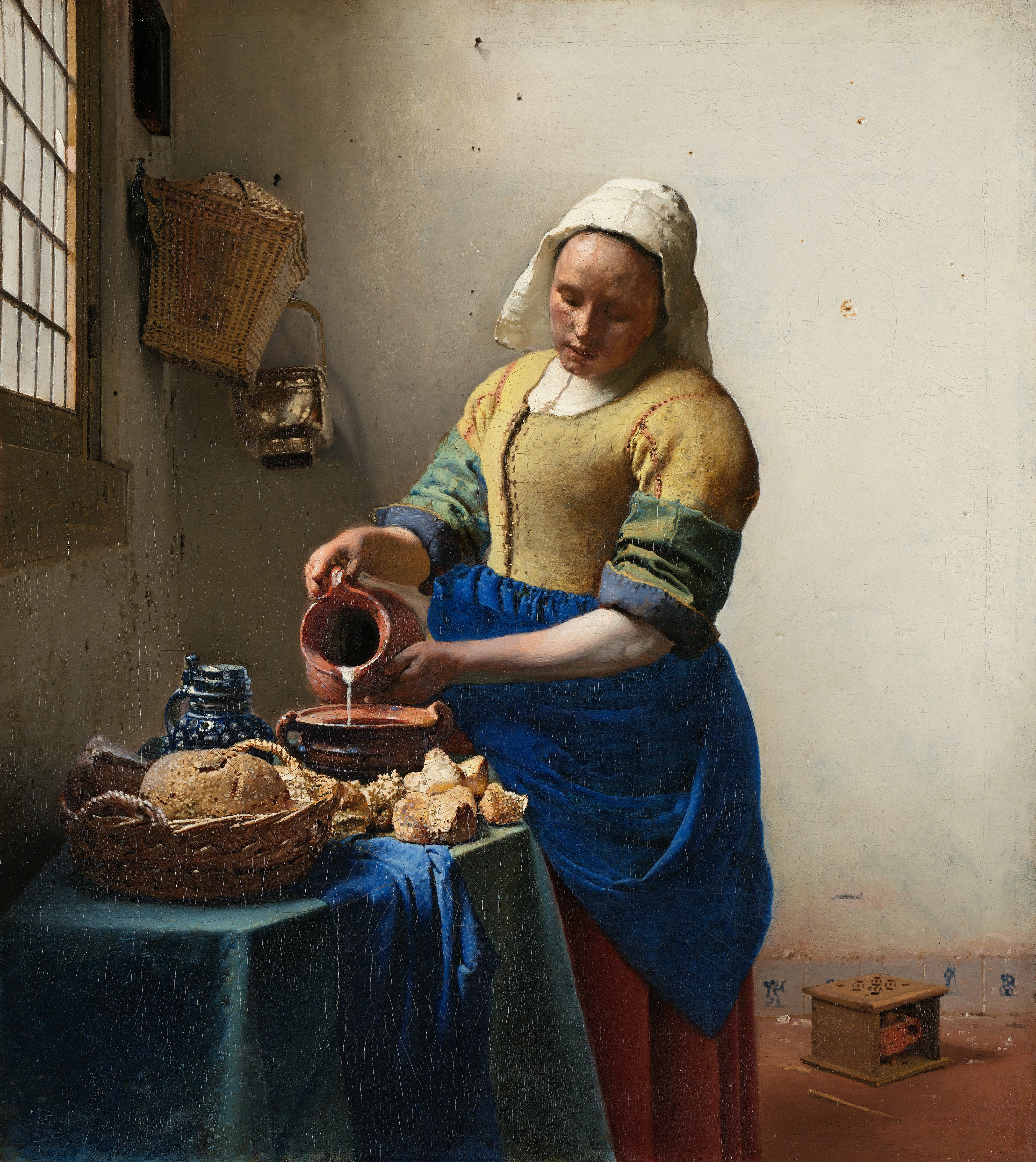
Mlékařka, Vermeer. Holandský umělec byl Randovou považovaný za největšího malíře v dějinách. (str. 38–39)

- Psycho-epistemologie umění
- Filozofie a životní pocit
- Umění a životní pocit
- Umění a poznáváníMlékařka, Vermeer. Holandský umělec byl Randovou považovaný za největšího malíře v dějinách. (str. 38–39)Venuše Mélská, autorkou považovaná za mistrovské dílo antického sochařství. (str. 40)Balet, forma tance vyzdvihovaná Randovou jako dokonalá pro vyjádření duševní lásky. Za opak baletu považovala hinduistické tance. (str. 58–59)Step, další forma tance považovaná autorkou za ideální díky přesnosti a disciplíně v kopírování rytmu hudby. (str. 59)

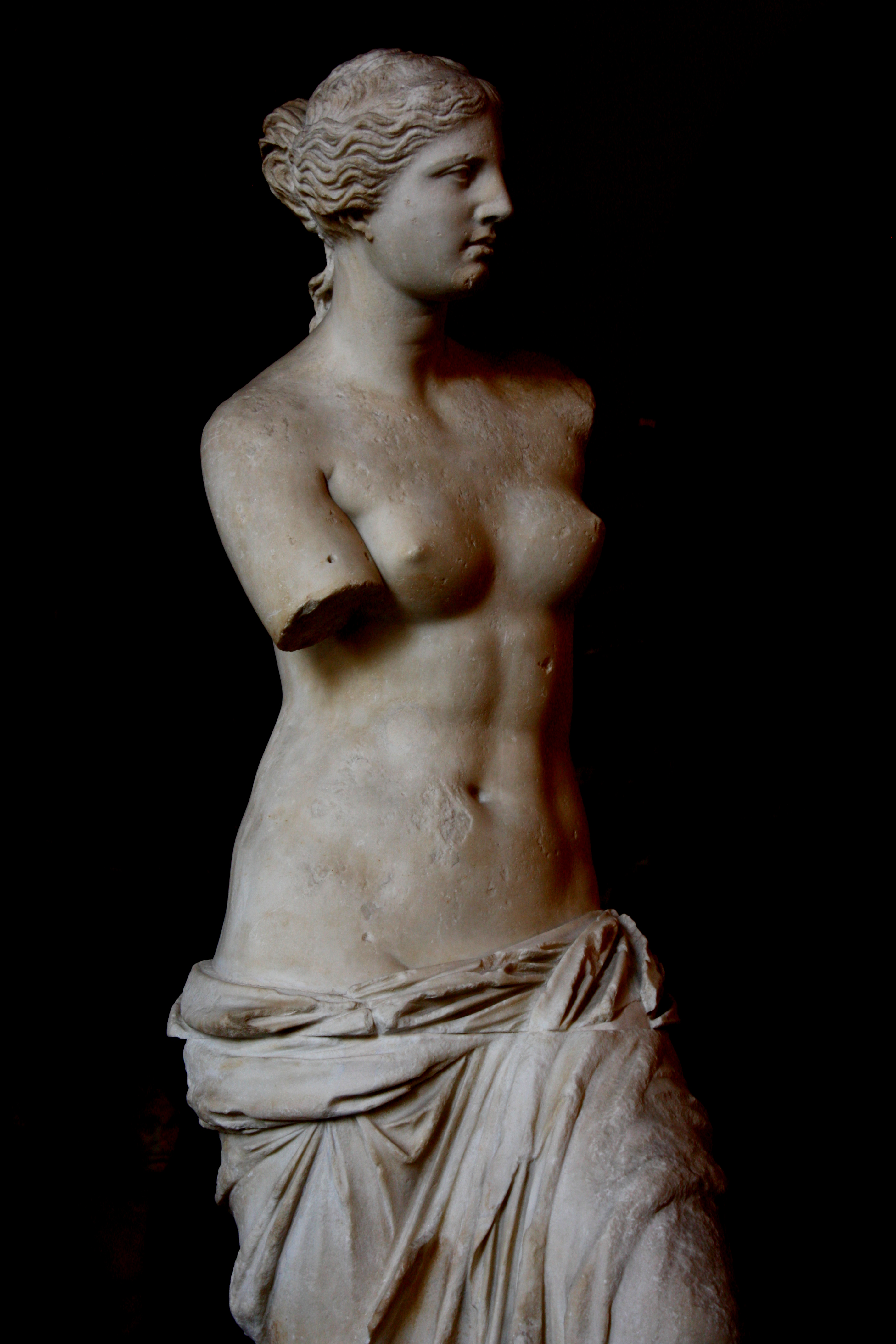
Venuše Mélská, autorkou považovaná za mistrovské dílo antického sochařství. (str. 40)

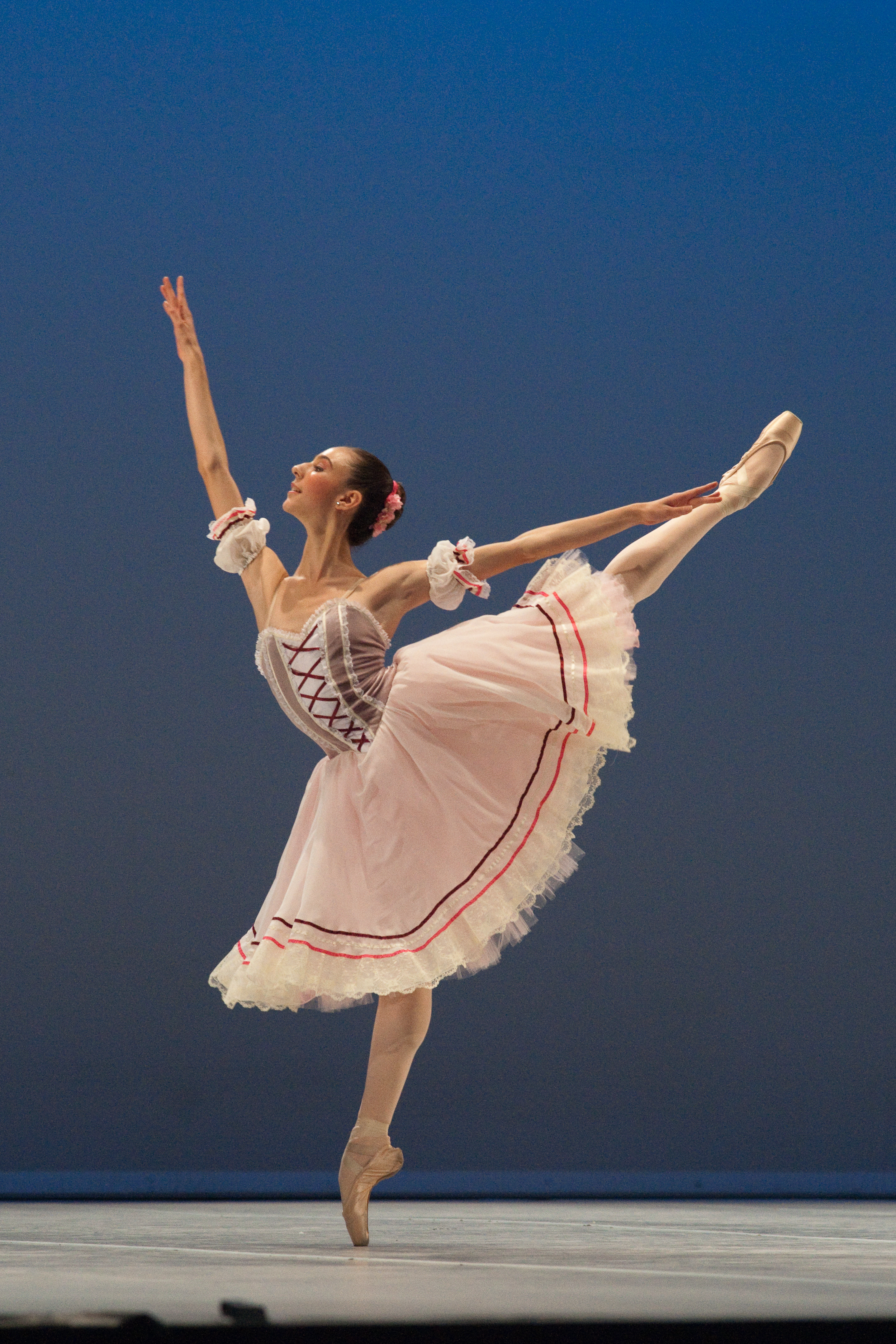
Balet, forma tance vyzdvihovaná Randovou jako dokonalá pro vyjádření duševní lásky. Za opak baletu považovala hinduistické tance. (str. 58–59)

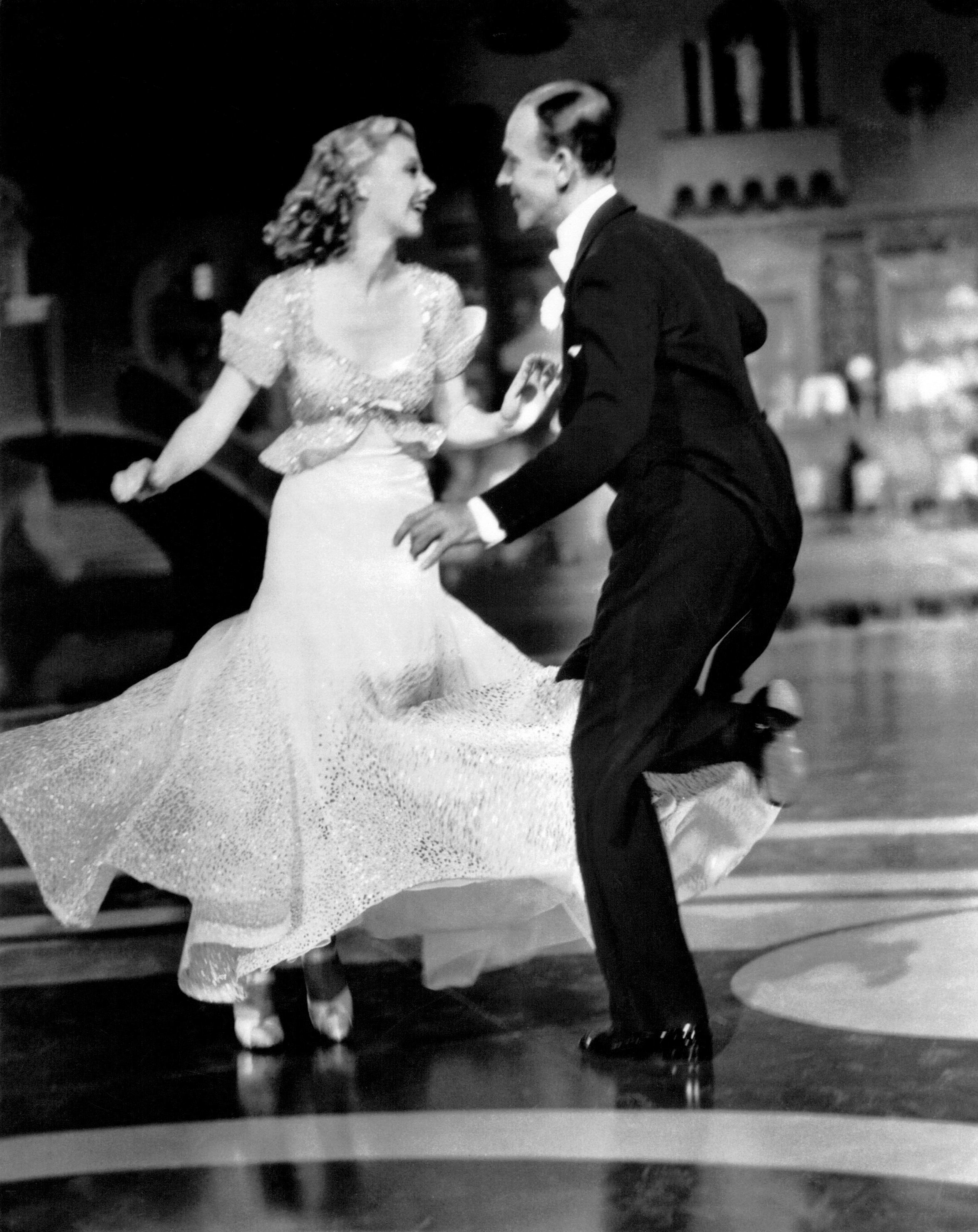
Step, další forma tance považovaná autorkou za ideální díky přesnosti a disciplíně v kopírování rytmu hudby. (str. 59)

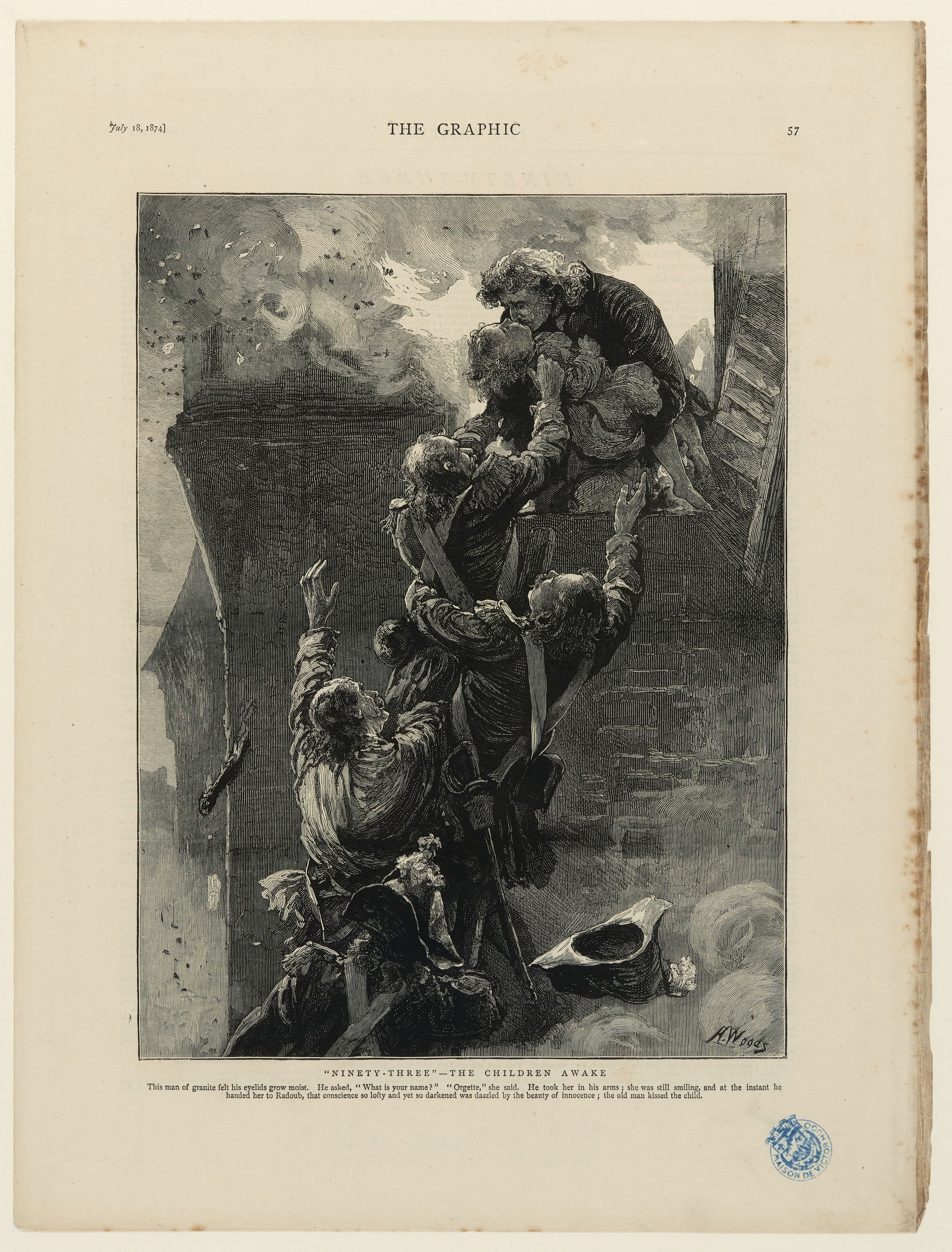
Ilsutrace k Hugovu románu Devadesát tři

- Základní principy literatury
- Co je romantismus
- Estetické vakuum naší doby
- Brakový romantismus
- Umění a morální velezrada
- Úvod k Devadesát tři

- Cíl mého spisovatelství
- Ta nejjednodušší věc na světě